# تیزک رایت
تیزک رایت (نام علمی: Najas wrightiana) نام یک گونه از سرده تیزک است.